# Warnercolor
Warnercolor es un sistema de grabación de películas en color que usó la compañía productora Warner Bros. Pictures desde mediados de la década de los 50 del siglo pasado. Surgió como alternativa al Technicolor. Sus colores se veían en tono amarillo; con él se grabaron las películas Al este del Edén (1954, de Elia Kazan), Rebelde sin causa (1955, de Nicholas Ray) y Gigante (1955, de George Stevens). También se le usó con el sistema Cinemascope, al igual que en las series de televisión.